# Andrea Rojas
Andrea Rojas (ur. 1995 w Quito) – ekwadorska wspinaczka sportowa. Specjalizuje się prowadzeniu, wspinaczce na czas oraz w łącznej. Wicemistrzyni Ameryki we wspinaczce na czas w 2018.

## Kariera sportowa
W 2018 roku w Guayaquil na Mistrzostwach Ameryki we wspinaczce sportowej zdobyła dwa medale; srebrny we wspinaczce na czas, a brązowy we wsp. łącznej.
W 2020 bez powodzenia ubiegała się o kwalifikacje do igrzysk olimpijskich w Tokio, zajęła 4. miejsce we wspinaczce łącznej w Los Angeles w mistrzostwach Ameryki, awans do igrzysk uzyskiwała tylko mistrzyni obydwu Ameryk.
Wielokrotna uczestniczka prestiżowych, elitarnych zawodów wspinaczkowych Rock Master we włoskim Arco, w których w 2017 roku zajęła 6. miejsce.

## Osiągnięcia

### Mistrzostwa świata
| Konkurencje       | 2014 | 2016 | 2018 | 2019 |
| Wsp. na czas      | 28   | 18   | 28   | 13   |
| Wspinaczka łączna | —    | —    | —    | 32   |

### Mistrzostwa Ameryki
| Konkurencje       | 2018 | 2020 |
| Bouldering        | 13   |      |
| Prowadzenie       | 5    |      |
| Wsp. na czas      | 2    |      |
| Wspinaczka łączna | 3    | 4    |

### Rock Master
| Konkurencje  | 2012 | 2014 | 2016 | 2017 | 2018 |
| Wsp. na czas | 10   | 23   | 16   | 6    | 9    |